# Caligo illioneus illioneus
Caligo illioneus illioneus é uma subespécie de C. illioneus.

## Morfologia
A C. i. illioneus possui asas com célula e veias umerais, célula discal fechada nas duas asas, androcônias e pincéis de pelos.

## Ecologia
A oviposição  de C. i. illioneus é feita em cana de açúcar, bananeiras e outros locais; as larvas alimentam-se de folhas de várias plantas das famílias Poaceae, Musaceae, Cyperaceae, Marantaceae e Heliconiaceae, o que sugere uma preferência por monocotiledôneas (monofilia).
Ela é considerada uma das principais pragas da bananeira.

## Distribuição geográfica
A C. i. illioneus é comum no Brasil, no estado São Paulo, na Floresta Mesófila Semidecidual da Serra do Japi entre entre os municípios de Jundiaí e Cabreúva.